# 궁항 (부안군)
궁항은 대한민국 전북특별자치도 부안군에 있는 어항이다. 지방어항으로 지정하여 관리하고 있다. 시설관리자는 부안군수이다.